# Michel Freitag
 (décembre 2011).
Si vous disposez d'ouvrages ou d'articles de référence ou si vous connaissez des sites web de qualité traitant du thème abordé ici, merci de compléter l'article en donnant les références utiles à sa vérifiabilité et en les liant à la section « Notes et références ».
 (janvier 2017).
- Si vous ne connaissez pas le sujet, laissez ce bandeau (vous pouvez alors contacter les auteurs).
- Si vous supprimez le contenu mis en cause (vous pouvez préalablement contacter les auteurs),

argumentez précisément cette suppression dans la page de discussion
(un manque de référence n'est pas un argument ; une recherche réelle de référence doit avoir été effectuée, être formellement documentée).
Pour les articles homonymes, voir Freitag.
Michel Freitag, né le 26 novembre 1935 à La Chaux-de-Fonds (Suisse) et mort le 13 novembre 2009 à Montréal au Canada, est un sociologue et philosophe canadien d'origine suisse.
Il était professeur émérite à l'Université du Québec à Montréal (UQAM) et fondateur d'une théorie sociologique générale communément appelée « sociologie dialectique ».
Il est également connu pour ses critiques radicales de la postmodernité, notion qu'il relie à une extension généralisée de la logique technocapitaliste dans les sphères de la pratique sociale.

## Son travail
La sociologie dialectique de Freitag consiste en une théorie générale de la pratique et de la société qui tient compte des découvertes survenues au XXe siècle dans les sciences humaines, notamment en psychologie, en linguistique et en ethnologie. Cette conception dialectique de la réalité humaine perpétue à nouveau frais l'héritage de la sociologie classique en réitérant le projet d'une critique des abstractions libérales de l'individu comme isolé, calculateur et libre de ses choix. Elle oppose une compréhension  phénoménologique de la société aux représentations abstraites sur lesquelles se justifient encore de nos jours les idéologies et les institutions de l'économie, de la science et de la citoyenneté.
L'option épistémologique, théorique et méthodologique qui a commandé la conceptualisation entreprise dans les travaux de Freitag procède du sentiment de la nécessité où l'on se trouve dans cette période de déclin des grandes formes antagonistes de théorisation héritées des classiques (fonctionnalisme, marxisme, structuralisme), d'en opérer en quelque sorte la synthèse.
Freitag lie le principe de l'« orientation significative de l'action », qui est à la base de la « sociologie compréhensive » de  Weber et de l'école historique allemande, avec le principe de l'unité structurelle a priori de la société (qu'on peut rattacher plutôt à une inspiration marxiste, mais qui n'est pas absent chez  Durkheim ou chez  Spencer), et enfin avec une conception formelle « différentielle » de la structure, sur laquelle le structuralisme a tant insisté méthodologiquement. On pourrait donc dire, au moins pour en fixer schématiquement les coordonnées, que le projet de Freitag a été orienté vers une synthèse de  Marx,  Weber, Lévi-Strauss, abstraction faite de la critique  épistémologique à laquelle il a préalablement fallu soumettre la visée de scientificité positive dont se réclament, bien que diversement, ces auteurs.
Il paraît sans doute préférable de caractériser l'inspiration suivie par ce théoricien québécois en disant qu'elle se rattache à la problématique dialectique de Hegel, comprise par opposition à tout le courant positiviste qui peut, lui, se réclamer de Comte (et éventuellement du kantisme), et plus généralement du concept de scientificité tel qu'il a été développé par les sciences de la nature. Mais puisque les conditions de la « connaissance de la société » d'aujourd'hui ne sont plus celles qui prévalaient, intellectuellement et socialement, au début du XIXe siècle, Freitag refuse de procéder à une simple reprise de l'hégélianisme, et opte plutôt pour une approche inédite à travers notamment une lecture kojévienne de Hegel.
On pourrait aussi être tenté de situer sa ligne de pensée en la rapprochant de la «théorie critique» contemporaine (Habermas, Apel,  Wellmer (en), Jauss, Giddens) ou encore du courant phénoménologique et herméneutique (Gadamer, Lorenzen, Ricœur) ou de la nouvelle critique politique (Lefort, Castoriadis, Arendt), voire de la nouvelle anthropologie politique (Dumont et Gauchet, Clastres). Mais dans un cas comme dans les autres, les divergences d'approche et de point de vue sont trop importantes pour que l'orientation suivie dans la sociologie dialectique de Freitag puisse être définie par une affiliation.
Il paraît donc préférable de dire que sa démarche s'est surtout inspirée d'une critique épistémologique du positivisme, d'un côté, et qu'elle s'est, de l'autre, appuyée sur le rejet du modèle  utilitariste dans les sciences sociales, rejet qui se fondait lui-même sur le constat d'une transformation fondamentale des dimensions  économique, politique, juridique et culturelle de la société dans une période contemporaine marquée par le déclin de la réflexivité politique moderne et l'accroissement de la globalisation technocapitaliste.

## Biographie

### Enfance
Michel Freitag est né en 1935 à La Chaux-de-Fonds, une petite ville industrielle du Jura suisse qui était relativement homogène et fortement marquée par les traditions socialistes et anarchistes. Dans cette petite ville très largement  protestante et francophone, Michel Freitag, né dans une famille  catholique où le père est fils d’émigrés germanophones et la mère fille d’un artisan graveur jurassien, fait un peu figure d’étranger. Ne s’étant jamais senti vraiment confortable dans cette société, le jeune Freitag développe un esprit sauvage, méfiant, un peu fermé. Adolescent, la lecture de Marx, Saint-Simon, Proudhon, ainsi que des autres socialistes utopistes produit une forte impression sur lui. 

### Études
En 1957, il se décide pour l'étude de l’économie et du droit, posant alors que ces deux domaines de la pratique sociale représentaient ensemble l’infrastructure véritable de la société. En 1963 et 1964, il termine ses deux licences à l’Université de Neuchâtel ; il s’inscrit l’année suivante à l’École des hautes études en sciences sociales à Paris sous la direction d'Alain Touraine. Il commence alors à écrire une thèse de doctorat sur l’économie du développement en Afrique pour dénoncer les principes du libéralisme et les théories dominantes du développement. Sa thèse le rapproche des travaux de la revue Économie et humanisme, qui tentait de promouvoir une alternative – d’inspiration « personnaliste » – aux théories du développement basées sur la doctrine néo-classique. 

### Débuts de la carrière universitaire
En 1965, Touraine engage Freitag comme chercheur contractuel et, pendant quatre ans, celui-ci suit son séminaire. En mai 1968, il participe aux réflexions sur l’architecture et la société à l’École des beaux-arts où l'on ambitionne d’engager l’enseignement et la pratique de l’architecture à la recherche de ce que signifie vraiment habiter le monde. Un an plus tard, Freitag accepte un poste dans un bureau algérien d’études sur l’aménagement du territoire où il travaillera dans la section Urbanisme en plus de donner un cours d’épistémologie à l’Université d’Alger.

### Professorat à Montréal
En 1970, d'anciens collègues québécois du séminaire de  Touraine à Paris l’invitent à se joindre à eux au département de sociologie de l’Université du Québec à Montréal, qui vient d’être créé. Ce département se présente alors comme ouvertement  marxiste et la plupart des débats tournent, d’une manière parfois assez dogmatique, sur l’interprétation des travaux de  Marx. Pour Freitag, cependant, c’est la question du sens qui, au-delà de celle des intérêts de classe et les englobant, se trouve posée dans tous ces débats. Devenu professeur au Québec, Freitag abandonne alors son projet d’une thèse sur l’Afrique et décide de refondre une série de textes à teneur épistémologique qu’il a écrits au fil des années précédentes. Les 540 pages de la thèse présentée en 1973 à l'EHESS deviendront, récrites pour les fins de l’édition, les deux tomes de Dialectique et société, son opus magnum publié en 1986. 
Avec des collègues de l’Université Laval et de l’UQAM (et avec des étudiants devenus pour la plupart professeurs par la suite), il met sur pieds cette année-là le Groupe interuniversitaire d’étude de la postmodernité (GIEP), qui organise depuis lors des séminaires et qui édite la revue Société. Avec les nombreux articles publiés depuis les années 1990 et sur le fonds des textes incisifs et novateurs qui accompagnaient ses cours et ses conférences, ces ouvrages sont les repères extérieurs d’une œuvre de transmission de la sociologie et de renouveau en profondeur de ses perspectives théoriques qui a inspiré bon nombre de ceux qui ont pris sur eux la perpétuation et l'enrichissement cette tradition disciplinaire.

## La sociologie dialectique de Michel Freitag
L’œuvre de Freitag se déploie selon plusieurs dimensions fortement interdépendantes dont les aspects les plus marquants doivent être compris dans le cadre du dialogue général qu’elle entretient avec l’ensemble des sciences sociales de la seconde moitié du siècle. 

### Épistémologie
C’est le scientisme des années 1960 – virage linguistique, science de l’histoire, analyse fonctionnelle et structuralisme tous azimuts – qui va pousser Freitag à associer d’entrée de jeu le projet de connaissance de la sociologie à une réflexion épistémologique et, partant, ontologique. Prenant les choses en amont de l’épuisant débat qui portait sur la distinction entre la connaissance scientifique (vraie) et la connaissance commune (fausse, illusoire, non cumulative, etc.), Freitag va d’abord orienter son enquête vers les conditions de toute connaissance, catégorie générale qu’il va saisir comme activité structurée d’un agent et, donc, comme pratique sociale mettant en jeu la forme particulière d’un « rapport » beaucoup plus général, qu’il nomme le rapport d’objet ou d'objectivation.
L'analyse des  médiations – et du développement des médiations – propres à tout rapport d'objectivation permet aussi d’intégrer l’idée critique maintenant en vogue selon laquelle la connaissance humaine procède toujours depuis un arbitraire «  paradigmatique » faisant obstacle à la saisie de l’objet « lui-même ».  En définissant l’activité que met en scène le rapport d’objet comme manifestation d’un « mode d’être » se reproduisant dans le monde, Freitag situe la question de la vérité dans le cadre plus général de celle de la normativité : le monde que voit un animal, par exemple, qui serait sans doute bien curieux à nos propres yeux, n’en est pas moins un monde, précisément celui constitué par les comportements qui maintiennent cet animal dans l’existence. La même chose s'applique aux différents types historiques de société, passés, présents et à venir.

### Théorie générale du symbolique et de la société
En arrachant par ce détour la question de la connaissance humaine au débat visant à distinguer d’entrée de jeu (en principe et abstraitement) la vraie connaissance de la fausse, en exposant, entre sujets et objets, la dialectique des médiations qui les instituent (dans leur existence et leur valeur) en les reliant, Freitag va produire une théorie générale du symbolique, compris comme structuration sociale du rapport d’objet. 

#### Le mode d'être symbolique
D’une manière classique, il va donc définir la société comme une structure d’ensemble de pratiques significatives, mais pour décrire sur cette base les limites de la médiation symbolique, la connaissance humaine trouvant, d’un côté, son enracinement réel dans la sensibilité vivante (et dans le monde institué par elle) et, de l’autre, la possibilité de son développement dans les systèmes formalisés de la science.
Ces développements marquent un point à partir duquel il est impossible de revenir en arrière pour plaquer sur le face à face singulier d’un individu et de la réalité l’opposition binaire, absolue et abstraite, de la pensée et du réel, surtout si c’est pour chercher ensuite dans le cercle de cette réification duelle les conditions de la connaissance scientifique, posée comme synonyme de la connaissance tout court. Entre le sujet et l’objet, il y a toujours-déjà la société ; et la question de la vérité est l’horizon de la question, normative, du devenir des sociétés.
Se saisissant ainsi, pour les préciser, des concepts d’activité et de médiation de l’activité, la théorie du symbolique se trouve à intégrer le problème de la connaissance à une sociologie de l’action, mais cela au prix d'un déplacement de la valeur de la sociologie. Plutôt que de faire de l’application des canons de la science positive moderne le préalable extérieur de la sociologie, Freitag va d’abord saisir cette dernière de l’intérieur (et, avec elle, toutes les formes antérieures de la réflexion théorique) comme un moment particulier de la pratique sociale d’ensemble, cette dernière étant comprise aussi bien comme production collective des normes qui donnent leur forme aux actions particulières que comme reproduction d’une société donnée dans les actes ainsi normés.

#### La société comme structurea prioride normes et somme des pratiques empiriques
Contre les différents discours olympiens des « procès sans sujet ni fin » qui régnaient dans les années 1970, la sociologie générale de Freitag se présente alors comme un retour par l’intérieur à la catégorie commune de société – pour la définir comme structure unifiée des pratiques où tout agir particulier a sa propre signification – et sur la catégorie  philosophique de sujet – dont les actes intentionnels et les fins qu’il vise sont la réalité en acte des normes et, partant, de la société. Cette sociologie se déploie donc, à l’intérieur de la praxis, comme manifestation de la constitution normative des sujets humains tout en se voulant un lieu de réflexion sur les formes particulières de cette constitution, ce qui suppose que la « distance » du de au sur qu’assume la sociologie n’est elle-même qu’une forme sublimée de la hiérarchisation des pratiques sociales à laquelle est suspendue la persistance de toute société.
L'existence de toute action sociale « normée » suppose en effet un certain degré d’action sur la norme de l’action : le sujet humain agissant toujours en fonction d’une forme idéale prédéfinissant son agir, cette forme doit elle-même, dans certaines circonstances, devenir objet d’action. C’est cette réflexivité constitutive de l’action humaine que Freitag va mettre au centre des sociétés historiques (avec la notion d’institutionnalisation) pour faire ressortir le caractère conflictuel (politique) et explicite de l’action sur les normes dans ce type de société. Il pourra ensuite replacer cette forme particulière de l’action de second degré dans une typologie plus générale des modes de reproduction formels de la société, typologie qui constitue l’introduction à sa sociologie générale.

#### Les modes de reproduction formels de la société
Dans le mode culturel-symbolique de reproduction de la société (et de régulation de l’action), les résultats de la réflexion sur l’action sociale sont constamment (et imperceptiblement) réintégrés dans la structure symbolique d’ensemble des pratiques sociales pour disparaître dans une culture communément partagée qui, en retour, limite fortement la marge d’arbitraire de ce travail sur les normes.
Dans le mode historique de reproduction de la société que Freitag nomme politico-institutionnel, on assiste à l’unification et à la hiérarchisation dans le conflit social des capacités d’action sur les pratiques, unification et hiérarchisation dont le principe devient un pouvoir légitime et dont les résultats s’accumulent comme normes  institutionnalisées, idéologiquement reconnues comme supérieures à celles de la culture commune. 
Enfin, dans le mode décisionnel-opérationnel de reproduction de la société, les capacités d’agir au second degré sur l’action, bien que décisives et hiérarchiquement soustraites à l’action commune, tendent à perdre toute unité en prenant la forme d’une pluralité de systèmes opérant en parallèle sur les pratiques significatives, systèmes qui sont les uns pour les autres des variables de l’environnement auquel ils s’adaptent en le manipulant.
Les sociétés particulières, dont aucune ne peut être réduite strictement à l’une ou l’autre de ces manières d’agir sur les normes – quant à son existence ou en tant que société humaine –, trouvent cependant dans l’un ou l’autre de ces modes de régulation le principe de leur unité en tant qu’ordre social. Cette unité tendra pour cela à se présenter soit comme ensemble cohérent de significations immanentes aux rapports sociaux et au monde (culture), soit comme capacité unifiée d’action légitime sur les normes (pouvoir), soit comme système mouvant de déterminations factuelles des conditions de l’agir (contrôle). C’est donc une phénoménologie des divers types d’unité de la société qu’expose d’abord la théorie des régulations de l’action et c’est d’elle que partira ensuite le sociologue quand il voudra étudier les types historiques concrets de société, types concrets dont l’observation par la tradition sociologique lui avait permis de dégager les concepts d’action, de régulation de l’action puis, plus précisément avec Freitag, de reproduction des systèmes de régulation de l’action.
| Aperçu sommaire des idéauxtypes de Freitag | Aperçu sommaire des idéauxtypes de Freitag      | Aperçu sommaire des idéauxtypes de Freitag  | Aperçu sommaire des idéauxtypes de Freitag |
| Mode de reproduction                       | Désignation conventionnelle                     | Forme idéologique                           | Rapport au temps                           |
| ------------------------------------------ | ----------------------------------------------- | ------------------------------------------- | ------------------------------------------ |
| Culturel-symbolique                        | Société mythique (Gemeinschaft)                 | Mythe                                       | Passé mythique                             |
| Politico-institutionnel-1er cycle          | Société traditionnelle (royauté, caste, empire) | Religion (les dieux ou Dieu)                | Destin ou avenir céleste                   |
| Politico-institutionnel-2e cycle           | Société moderne (Gesellschaft)                  | Principes (Raison, Liberté)                 | Avenir terrestre (un monde meilleur)       |
| Décisionnel-opérationnel                   | Société postmoderne (système social)            | L’« anti-idéologie » (efficacité technique) | Présent immédiat (le meilleur des mondes)  |

### Critique de la postmodernité
Cette typologie de base a permis à Freitag de donner à l’examen critique des orientations contemporaines des  sociétés développées le point d'ancrage théorique qui lui faisait défaut depuis que la critique  marxiste, repliée assez tôt sur une doctrine de l’essence  économique de la société, avait perdu toute capacité de discrimination, saturée par les développements récents de  sociétés capitalistes devenues assez radicalement « économiques » et « matérialistes ».
En retournant vers la nature politique des  sociétés modernes et en montrant dans l’unité de leur système  institutionnel le lieu du dépassement des contradictions qu'engendrait en elles la légitimation des pratiques de la domination par des valeurs appelant à la libération de l'individu et à la réification de ses droits, Freitag va pouvoir identifier les tendances propres à cette logique contradictoire du développement  moderne. Par opposition à ce type de développement, il a ensuite saisi les phénomènes nouveaux liés plutôt à la mise en place de systèmes de contrôle direct de l’action, systèmes qui, parallèles à la domination politique ou installés encore « dans ses pores », sont cependant globalement opposés à ses idéaux. 
Il va ainsi pouvoir centrer son examen critique sur ce que nous pourrions nommer, par anachronisme, une contradiction d’ordre supérieur, une contradiction opposant une modernité qui dissipe fatalement son idéal projectif de rationalité sociétale dans la gestion des problèmes et une postmodernité où la compétition entre les organisations qui opèrent sur la pratique se décide sur la base de l’efficacité différentielle de leur reproduction élargie. C'est selon ce mouvement global et progressif de substitution de la contrainte factuelle au pouvoir légitime que s'instaure, selon Freitag, une sorte « transcendance de l'état de fait » et que l'idéal régulateur du pouvoir, où il se donnait à être jugé, fait place à un ensemble de contraintes extérieures indifférentes aux libres mouvements d'identification délirante ou de rejet qu'elles suscitent dans la subjectivité.
Apparues sur un terrain politiquement libéré au profit de l’individu par l’institution moderne de la propriété privée, ce sont de telles puissances organisationnelles, par exemple, que l’on voit à la fin du XIXe siècle mettre en exploitation les institutions du marché à titre de  corporations de droit privé pour s’approprier ensuite, sur cette lancée, la destination de tous les « droits » des personnes en s’en appropriant l’usage. La forme institutionnelle de la liberté du sujet moderne devient ainsi la coquille extérieure de systèmes concrets qui l'envahissent et qui ne prennent place aux côtés de ce sujet que pour s’élever, de partout, au-dessus de son action. 
L’analyse par Freitag de la mutation sociétale contemporaine porte donc sur une tendance dont le terme serait l’unification de la société par des contrôles de l’agir qui seraient indépendants du « sens que les acteurs donnent à leur action » et, par là, radicalement soustraits à la réflexivité constitutive de l’ordre symbolique. 
Une telle situation est évidemment encore démentie, ne serait-ce que par les décisions politiques qui imposent consciemment la « globalisation » des organisations et qui doivent pour cela présenter l’adaptation à l’état de fait comme une valeur et une finalité « morale » universelle. Reste que dans le mode de régulation décisionnel-opérationnel de l’action et dans le type d’unification de la société qui est visée par ce programme, la socialité tend en conséquence à paraître comme le résidu des différents mondes du sens qui hantent une dynamique systémique globale, une dynamique elle-même sans garde-fou réflexif. C’est dans cette tendance, nous semble-t-il, que Freitag voit une menace inédite pour la constitution normative des diverses humanités de l'Universum humain.

## Hommages
- Michel Freitag a reçu en 1996 le Prix du Gouverneur général du Canada, catégorie « études et essais de langue française », pour Le Naufrage de l'université - Et autres essais d'épistémologie politique.
- Georges Leroux, à son décès, lui a rendu hommage, notamment en ces termes : « Sa conversation était un fleuve, mais il savait la ponctuer de fréquents 'tu vois', où chacun était invité à comprendre que l'effort de penser exigeait temps et labeur. Il n'avait rien de socratique, mais il aimait discuter et son séminaire fut pendant des années le lieu d'un échange authentique et vivant. Chaque séance était un événement, parce qu'elle était d'abord une rencontre. Privé d'ironie, il avait cependant le pouvoir de la colère des justes. Son caractère prophétique mettait bien des savants à distance, mais ceux qui l'aimaient chérissaient d'abord en lui cette volonté de la justice, cette capacité du scandale »[1].
- Un article hommage est paru dans le Journal politique et satirique Le Couac sous le titre "Pour retrouver l'amour du monde".
- Un article a été publié au moment de son décès par Stéphane Baillargeon dans le journal Le Devoir.

## Ouvrages principaux
- Dialectique et Société, vol. 1. Introduction à une théorie générale du Symbolique, Montréal, Saint-Martin et Lausanne, L’Âge d’Homme, 1986.
- Dialectique et Société, vol. 2. Culture, pouvoir et contrôle: les modes de reproduction formels de la société, Montréal, Saint-Martin et Lausanne, L’Âge d’Homme, 1986.
- Architecture et société, Montréal, Saint-Martin et Bruxelles, Lettre volée, 1992.
- Le naufrage de l'université. Et autres essais d'épistémologie politique, Québec, Nuit Blanche Éditeur, et Paris, Découverte, 1995.
- (sous la direction de Michel Freitag et Éric Pineault), Le monde enchaîné. Perspectives sur l'AMI et le capitalisme globalisé, Québec, Éditions Nota bene, 1999.
- (avec la collaboration de Yves Bonny), L'oubli de la société. Pour une théorie critique de la postmodernité, Québec, PUL et Rennes, PUR, 2002.
- L'impasse de la globalisation (entretiens avec Patrick Ernst), Montréal, Écosociété, 2008.
- Dialectique et société, vol. 1. La connaissance sociologique, Montréal, Liber, 2011[2].
- Dialectique et société, vol. 2. Introduction à une théorie générale du symbolique, Montréal, Liber, 2011[3].
- L'abîme de la liberté. Critique du libéralisme, Montréal, Liber, 2011.
- Dialectique et société, vol. 3. Culture, pouvoir, contrôle, Montréal, Liber, 2013.
- "Formes de la société", vol 1. Genèse du politique, Liber, 2016
- "Formes de la société", vol 2. Nation, ville, architecture, Liber, 2018
- "Formes de la société", vol 3. Les totalitarismes. De la terreur nazie au meilleur des mondes cybernétiques, Liber, 2020